# Dirk Plönissen

Dirk Plönissen

Dirk Plönissen (* 1967 in Gelsenkirchen) ist ein deutscher Schauspieler. Er wurde als jüngster von drei Söhnen eines Kaufmanns geboren. Schon während seiner Schulzeit zeigte sich seine Begeisterung für die Schauspielerei. Seine Ausbildung erhielt er an der Hochschule für Musik und Darstellende Kunst Stuttgart. Er ist Preisträger des ARD-Chansonwettbewerbs.
Er war von 1991 bis 1999 an den Theatern Essen und Bremen engagiert.
In Deutschland ist er den Fernsehzuschauern aus den Serien Siska, Himmel und Erde und Offroad bekannt. Er spielte auch in Einzelfolgen anderer Serien Tatort und Der Alte sowie verschiedenen Fernsehfilmen mit. Daneben spielte er die Hauptrolle in verschiedenen Theaterproduktionen in Bremen und Essen. Von 2007 bis 2008 spielte er in der Fernsehserie Siska den Assistenten von Wolfgang Maria Bauer.
Plönissen war über 20 Jahre die Station-Voice des ARD-Hörfunkprogramms Bremen 4. Außerdem leiht Dirk Plönissen dem Charakter König Varian Wrynn aus dem bekannten Multiplayer-Online-Spiel World of Warcraft seine Stimme.
2014 gründete er "ACTit! Seminare Plönissen & Wehlte", ein Weiterbildungskonzept, das Schauspieltechniken und soziologische Rollentheorie vereint.
Seit 2025 bietet er Seminare und Onlineschulungen zum Thema "Besser sprechen" auch online an, unter www.sprechmeister.coach. Außerdem hostet er den Podcast "Sprechmeisters Sprechstunde".

## Filmografie (Auswahl)
- 1995: Nicht von schlechten Eltern (Fernsehserie)
- 1997: Tatort: Inflagranti
- 2000: Wolffs Revier (Fernsehserie, eine Folge)
- 2001: Offroad.TV (Fernsehserie)
- 2001–2004: Der Alte (Fernsehserie, verschiedene Rollen, vier Folgen)
- 2003: Abschnitt 40 (Fernsehserie, eine Folge)
- 2004: Dr. Sommerfeld – Neues vom Bülowbogen (Fernsehserie, eine Folge)
- 2005: Großstadtrevier (Fernsehserie, eine Folge)
- 2005: Tatort: Todesengel
- 2005–2008: Siska (Fernsehserie, 15 Folgen)
- 2010: Pius XII.
- 2013: Kreuzfahrt ins Glück (Fernsehserie, eine Folge)
- 2014: Un passo dal cielo
- 2015: Aktenzeichen XY
- 2018: L’ispettore Coliandro
- 2018: Blood & Treasure
- 2021: Imma Tataranni
- 2022: Rocco Schiavone 5